# Regi Blinker
Reginald Waldie Blinker detto Regi (Paramaribo, 4 giugno 1969) è un ex calciatore olandese, di ruolo attaccante.

## Palmarès

### Club

#### Competizioni nazionali
- Campionato olandese: 1

Feyenoord: 1992-1993
- Coppa dei Paesi Bassi: 4

Feyenoord: 1990-1991, 1991-1992, 1993-1994, 1994-1995
- Supercoppa dei Paesi Bassi: 1

Feyenoord: 1991
- Campionato scozzese: 1

Celtic: 1997-1998
- Coppa di Lega scozzese: 2

Celtic: 1997-1998, 1999-2000